# 가면라이더 아마존스
《가면라이더 아마존스》(일본어: 仮面ライダーアマゾンズ 카멘라이다 아마존즈[*], 영어: AMAZON RIDER)는 가면라이더 아마존의 리메이크 작품이다.

## 시놉시스

### 시즌 1
어떤 도시에 사람들 몰래 아마존이라고 통칭된 사람을 잡아먹는 이형의 존재가 풀렸다. 그 수는 약 4000체. 이 사태의 원흉이 된 노자마제약(野座間製薬)은 계열기업, 노자마 페스톤 서비스의 구제반에게 아마존들을 비밀리에 처리할 수 있도록 명령하였다.
이것은 이러한 상황을 배경으로 하여 어느 청결한 방으로부터 한발짝도 바깥으로 나오지 못하고 조용히 살아가고 있는 청년 미즈사와 하루카와 야생의 감과 전투력만을 의지하며 짐승과도 같이 살고 있는 남자 타카야마 진이 만난 것을 계기로 서서히 밝혀지는 아마존즈의 가열한 생존투쟁을 지어내는 이야기이다.

### 시즌 2
틀랄록 작전에서 아마존 실험체가 대다수 소탕된지 5년 후.
과거 일어난 아마존 실험체의 대량유출사건.
살아남은 아마존 대부분은 구제되어 사태는 종식을 향하고 있다고 생각되었다...
하지만, 전혀 새로운 국면을 향하게 된다.
보통 인간들이 어떠한 전조현상도 없이 아마존화하는 사태가 확대된다.
정부는 신조직 「4C」를 조직하여 아마존화 한 인간들을 비밀리에 암살, 진상을 은폐하려고 분투한다.
치히로는 가면라이더 아마존 네오로써 인간을 습격하는 아마존과 싸운다.
그 때, 수수께끼의 소녀 이유가 나타나 까마귀 아마존으로 변신하여 싸운다.
그런 소녀를 본 치히로는 이유에게 끌리기 시작한다.
어째서인지 태어날 때부터 식인충동에 시달리던 치히로에겐 처음으로 만난 그를 「먹고 싶다」고 생각되지 않는 인간이었으니까 말이다.
하지만, 치히로는 아직 몰랐다. 이유가 아마존화 한 친아버지에게 살해당해 '시그마 타입' 으로써 부활한 아마존이라는 사실을...

## 등장인물

### 주역 (주인공)
미즈사와 하루카 (가면라이더 아마존 오메가)후지타 토무 ■
타카야마 진 (가면라이더 아마존 알파)타니구치 마사시 ■
치히로 (가면라이더 아마존 네오)마에지마 요우 ■

### 라이더 관계자 (히로인)
미즈사와 미즈키타케다 레나
이즈미 나나하 (해파리 아마존)히가시 아유
이유 (까마귀 아마존)시라모토 아야나

### 구제반
시도 마코토슌도 미츠토시
마모루 (두더지 아마존)코바야시 료타
타카이 노조미미야하라 카논
미사키 카즈야타카키 카츠야
후쿠다 코우타타나베 카즈야
마에하라 쥰 (가면라이더 아마존 시그마)아사히나 히로시 ■
오오타키 류스케 (잠자리 아마존)바바 료마

### 노자마 제약
텐조 타카아키후지키 타카시
미즈사와 레이카카토 타카코
카노 쇼고코마츠 토시마사

### 4C
타치바나 유고카미오 유우
쿠로사키 타케시미우라 코우타
후다모리 이치로모미키 요시토

### 팀 X(키스)
나가세 히로키아카소 에이지

## 주제가
시즌 1 오프닝/엔딩
Armour Zone(노래: 코바야시 타로)
시즌 2 엔딩
Die Set Down (노래: 코바야시 타로)
가면라이더 아마존즈 시즌 2 13화(26화) 엔딩
곧 별이 내리네 (노래: 코바야시 타로)
가면라이더 아마존즈 THE MOVIE 최후의 심판 주제가
EAT, KILL ALL (노래: Project.R)

## 에피소드 목록

### 시즌 1
| #  | 에피소드 제목           |
| -- | ----------------------- |
| 1  | AMAZONZ                 |
| 2  | BEAST INSIDE            |
| 3  | COLONY OF ANTS          |
| 4  | DIE OR KILL             |
| 5  | EYES IN THE DARK        |
| 6  | FOR WHAT I FIGHT        |
| 7  | GAME OF THE BUTCHERS    |
| 8  | HERO OR NOT             |
| 9  | INTO THE CANNIBAL'S POT |
| 10 | JUNGLE LAW              |
| 11 | KILLING DAY             |
| 12 | LOST IN THE FOG         |
| 13 | M                       |

### 시즌 2
| #  | 에피소드 제목     |
| -- | ----------------- |
| 1  | NEO               |
| 2  | ORPHANS           |
| 3  | PERSONA NON GRATA |
| 4  | QUO VADIS?        |
| 5  | RAMBLING ROSES    |
| 6  | SCHOOLDAYS        |
| 7  | THE THIRD DEGREE  |
| 8  | UNDER WRAPS       |
| 9  | VANISHING WINGS   |
| 10 | WAY TO NOWHERE    |
| 11 | XING THE RUBICON  |
| 12 | YELLOW BRICK ROAD |
| 13 | AMAZONZ           |